# Jeumont
Jeumont est une commune frontalière française, située dans le canton de Maubeuge-Nord, à 10 km  du chef-lieu de canton. Elle appartient au département du Nord (59) et à la région Hauts-de-France. Elle comptait 10 229 habitants au recensement de 2018 (Jeumontois).
Adhérente à l'intercommunalité de l'agglomération Maubeuge Val de Sambre, la commune de Jeumont fait également partie de l'unité urbaine de Maubeuge qui est la cinquième du département du Nord.
L'étymologie de Jeumont viendrait de Jovis Mons, le « Mont de Jupiter » en latin. Ce nom viendrait d'un temple romain dédié à Jupiter, érigé sur l'actuel « camp turc », le nom a évolué ensuite en Montjoie, Jolimont puis enfin Jeumont.

## Géographie

### Une ville frontalière
Jeumont est une ville frontalière avec la Belgique, voisine de la première commune belge sur la Sambre qui est Erquelinnes.
Le territoire communal est de 1 021 ha dont 153 de bois.
Jeumont est la ville française la plus proche de Bruxelles, la capitale politique de l'Union européenne, dont elle est distante de seulement 63,88 km par calcul orthodromique, c'est-à-dire, à vol d'oiseau.
Faisant partie de l'unité urbaine de Maubeuge, Jeumont constitue aussi une agglomération d'un seul tenant avec les communes limitrophes de Marpent, à l'ouest, et d'Erquelinnes, à l'est, côté belge, et dont Jeumont est la principale ville. Si le tissu urbain de cet ensemble de plus de 20 000 habitants est continu, l'effet frontière est fortement marqué. Nombre de marchandises moins taxées (bières, tabac, boissons énergétiques...) sont vendues massivement du côté belge, où ont proliféré des commerces transfrontaliers. Le contraste en termes d'activité commerciale entre la rue d'Erquelinnes, à Jeumont, et son pendant belge la rue Albert Ier, à Erquelinnes, est ainsi frappant.
Jeumont se situe à la limite nord du parc naturel régional de l'Avesnois, à proximité immédiate de villages et de vallées pittoresques, comme Solre-le-Château ou la Thure, ainsi que du parc du Val-Joly, avec son lac artificiel, le plus vaste au nord de Paris. Au-delà de la frontière, les lacs de l'Eau d'Heure sont à 22 km.
D'un point de vue touristique, Jeumont bénéficie de plusieurs atouts :
- Jeumont a une voie verte sur les bords de la Sambre qui est connectée au nord au réseau touristique belge RAVel. Ce dernier relie la ville à Charleroi et aux grandes agglomérations wallonnes et à Bruxelles, au sud à Maubeuge et au-delà à la voie verte de l'Avesnois de Ferrière-la-Grande à Glageon (30 km). Cet itinéraire touristique sécurisé, le plus souvent goudronné, est réservé à tous les randonneurs, cyclistes ou piétons. Il est inclus dans la véloroute TransEuropéenne Paris-Moscou ;
- la Sambre a été un important théâtre d'opérations lors des deux guerres mondiales. Les abords de Jeumont et de Maubeuge sont parsemés de casemates de la ligne Maginot et d'anciennes constructions de l'époque de Serré de Rivières. La majorité, intactes, sont visibles aux abords des routes le long des crêtes de la vallée de la Sambre, ou cachées dans des bois. Il est possible de visiter certains forts, comme celui de la Salmagne, près de Boussois ;

### Communes limitrophes
Les communes limitrophes sont  Colleret, Erquelinnes et Marpent.
|         | Erquelinnes (be) | Erquelinnes (be) |
| Marpent | Jeumont          | Erquelinnes (be) |
|         | Colleret         |                  |

### Hydrographie

#### Réseau hydrographique
La commune est située dans le bassin Artois-Picardie. Elle est drainée par la Sambre canalisée, le ruisseau de Watissart et le ruisseau des Vaux,,.
La Sambre canalisée est un canal, chenal et un cours d'eau naturel, d'une longueur de 101 km, qui prend sa source dans la commune de Rejet-de-Beaulieu, s'écoule vers le nord-est et franchit la frontière belge au droit de Jeumont. Les caractéristiques hydrologiques de la Sambre canalisée sont données par la station hydrologique située sur la commune. Le débit moyen mensuel est de 13,3 m3/s. Le débit moyen journalier maximum est de 161 m3/s, atteint lors de la crue du 10 janvier 2011. Le débit instantané maximal est quant à lui de 166 m3/s, atteint le même jour.

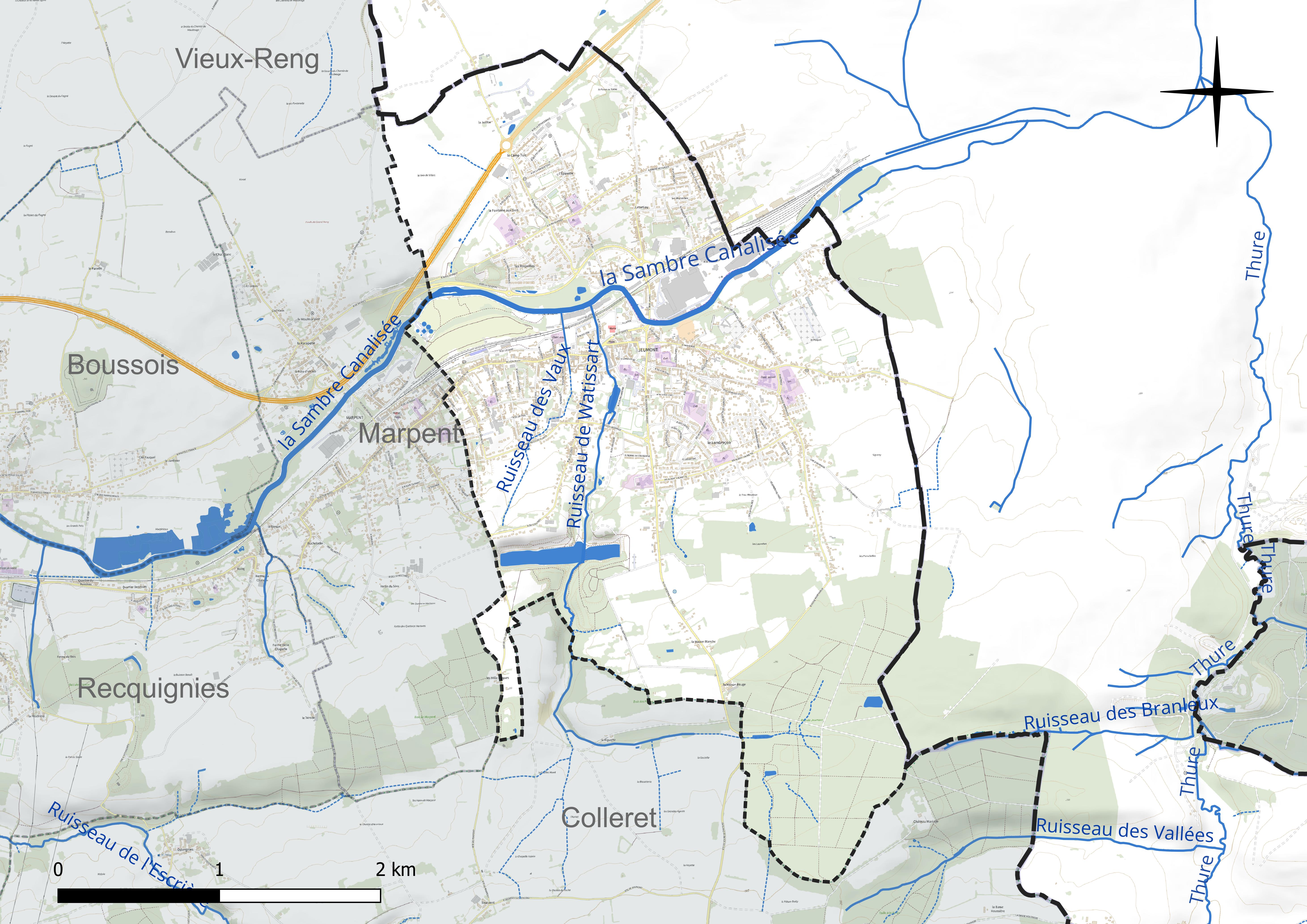
Réseau hydrographique de Jeumont.

#### Gestion et qualité des eaux
Le territoire communal est couvert par le schéma d'aménagement et de gestion des eaux (SAGE) « Sambre ». Ce document de planification concerne un territoire de 1 253 km2 de superficie, délimité par le bassin versant de la Sambre. Le périmètre a été arrêté le 1er novembre 2003 et le SAGE proprement dit a été approuvé le 21 septembre 2012, puis modifié le 18 août 2022. La structure porteuse de l'élaboration et de la mise en œuvre est le syndicat mixte du Parc naturel régional de l'Avesnois.
La qualité des cours d'eau peut être consultée sur un site dédié géré par les agences de l'eau et l'Agence française pour la biodiversité.

### Climat
Pour des articles plus généraux, voir Climat des Hauts-de-France et Climat du Nord.
En 2010, le climat de la commune est de type climat des marges montargnardes, selon une étude du CNRS s'appuyant sur une série de données couvrant la période 1971-2000. En 2020, Météo-France publie une typologie des climats de la France métropolitaine dans laquelle la commune est exposée à un climat océanique altéré et est dans la région climatique Nord-est du bassin Parisien, caractérisée par un ensoleillement médiocre, une pluviométrie moyenne régulièrement répartie au cours de l'année et un hiver froid (3 °C).
Pour la période 1971-2000, la température annuelle moyenne est de 10 °C, avec une amplitude thermique annuelle de 15,4 °C. Le cumul annuel moyen de précipitations est de 878 mm, avec 12,5 jours de précipitations en janvier et 9,8 jours en juillet. Pour la période 1991-2020, la température moyenne annuelle observée sur la station météorologique la plus proche, située sur la commune de Saint-Hilaire-sur-Helpe à 23 km à vol d'oiseau, est de 10,5 °C et le cumul annuel moyen de précipitations est de 802,4 mm,. Pour l'avenir, les paramètres climatiques de la commune estimés pour 2050 selon différents scénarios d'émission de gaz à effet de serre sont consultables sur un site dédié publié par Météo-France en novembre 2022.

## Urbanisme

### Typologie
Au 1er janvier 2024, Jeumont est catégorisée centre urbain intermédiaire, selon la nouvelle grille communale de densité à sept niveaux définie par l'Insee en 2022.
Elle appartient à l'unité urbaine de Maubeuge (partie française), une agglomération internationale regroupant 22  communes, dont elle est une commune de la banlieue,,. Par ailleurs la commune fait partie de l'aire d'attraction de Maubeuge (partie française), dont elle est une commune de la couronne,. Cette aire, qui regroupe 65 communes, est catégorisée dans les aires de 50 000 à moins de 200 000 habitants,.

### Occupation des sols

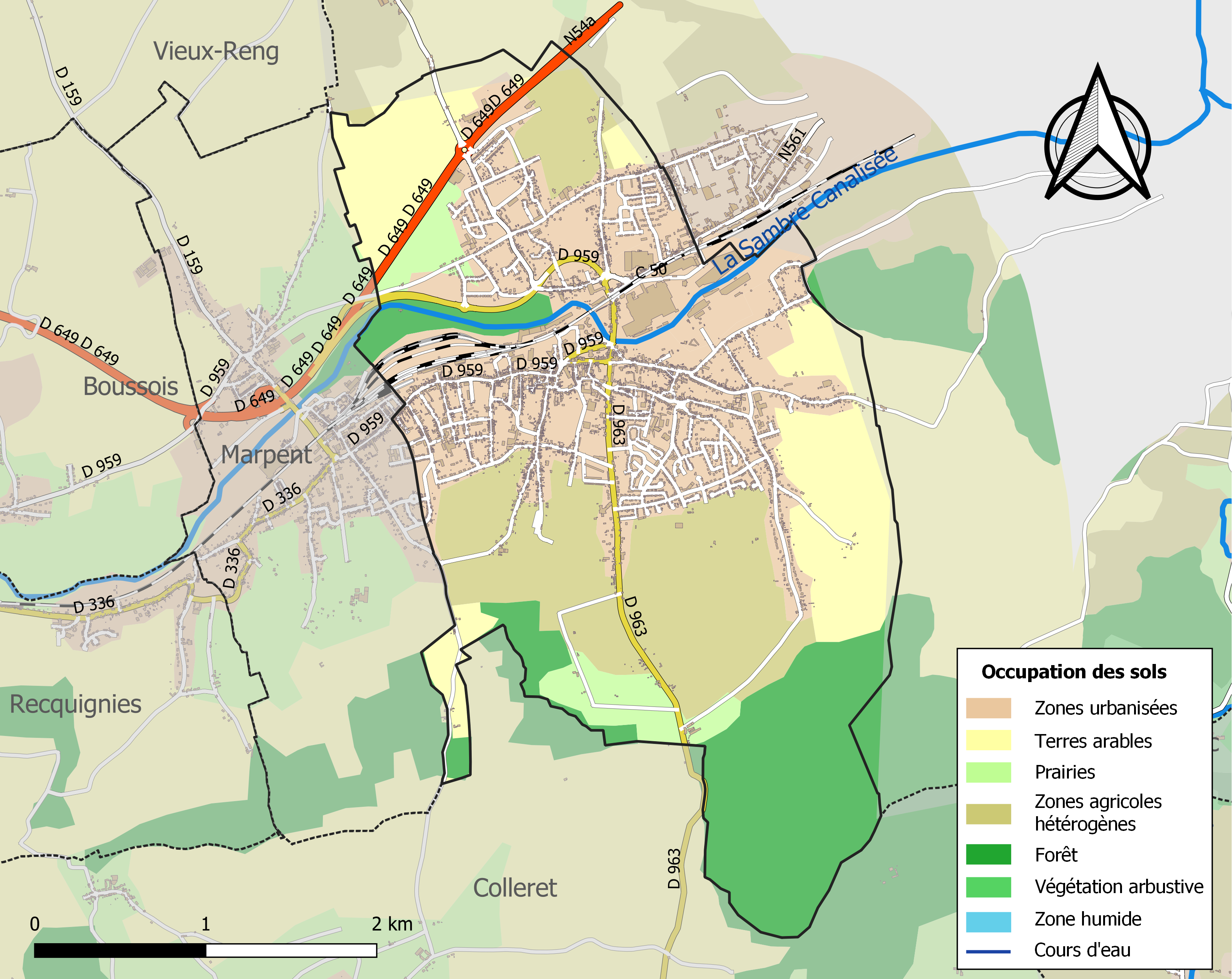
Carte des infrastructures et de l'occupation des sols de la commune en 2018 (CLC).

L'occupation des sols de la commune, telle qu'elle ressort de la base de données européenne d'occupation biophysique des sols Corine Land Cover (CLC), est marquée par l'importance des territoires agricoles (43,5 % en 2018), en augmentation par rapport à 1990 (41,4 %). La répartition détaillée en 2018 est la suivante : 
zones urbanisées (32,6 %), zones agricoles hétérogènes (21,4 %), terres arables (17,2 %), forêts (17 %), zones industrielles ou commerciales et réseaux de communication (6,9 %), prairies (4,9 %). L'évolution de l'occupation des sols de la commune et de ses infrastructures peut être observée sur les différentes représentations cartographiques du territoire : la carte de Cassini (XVIIIe siècle), la carte d'état-major (1820-1866) et les cartes ou photos aériennes de l'IGN pour la période actuelle (1950 à aujourd'hui).

### Habitat et logement
En 2019, le nombre total de logements dans la commune était de 4 622, alors qu'il était de 4 463 en 2014 et de 4 357 en 2009.
Parmi ces logements, 92,9 % étaient des résidences principales, 0,3 % des résidences secondaires et 6,8 % des logements vacants. Ces logements étaient pour 72,1 % d'entre eux des maisons individuelles et pour 27,6 % des appartements.
Le tableau ci-dessous présente la typologie des logements à Jeumont en 2019 en comparaison avec celle du Nord et de la France entière. Une caractéristique marquante du parc de logements est ainsi une proportion de résidences secondaires et logements occasionnels (0,3 %) inférieure à celle du département (1,6 %) et à celle de la France entière (9,7 %). Concernant le statut d'occupation de ces logements, 47 % des habitants de la commune sont propriétaires de leur logement (47,3 % en 2014), contre 54,7 % pour le Nord et 57,5 pour la France entière.
| Typologie                                               | Jeumont | Nord | France entière |
| ------------------------------------------------------- | ------- | ---- | -------------- |
| Résidences principales (en %)                           | 92,9    | 90,6 | 82,1           |
| Résidences secondaires et logements occasionnels (en %) | 0,3     | 1,6  | 9,7            |
| Logements vacants (en %)                                | 6,8     | 7,8  | 8,2            |

### Voies de communication et transports

#### Voies de communication
La plus ancienne voie de communication de Jeumont est la Sambre elle-même, naviguée depuis l'Antiquité, qui lui offre un débouché commercial sur la Belgique et reliée au bassin de la Seine par le canal de la Sambre à l'Oise (Actuellement fermé à cause de l'état préoccupant du pont-canal de Vadencourt). La ville de Jeumont est reliée à Maubeuge par une voie rapide, ancienne nationale 49 devenue D649, qui prend fin en sa jonction avec la N40 belge, à Erquelinnes. Elle devait initialement rejoindre Anderlues puis Charleroi et le Nord de l'Europe par la N54 belge, mais le projet n'a pas abouti de ce côté de la frontière. Ainsi Jeumont, malgré sa position privilégiée à 20 km de Mons et 27,5 km de Charleroi, se trouve déconnectée, ainsi que la Sambre française, d'un bassin de plus d'un million d'habitants.
De fait, les échanges entre la France et l'Europe du Nord transitent plus à l'ouest par la vallée de l'Escaut et l'autoroute E19/A2, bien que la vallée de la Sambre offre théoriquement un trajet plus direct vers Paris.

#### Transports ferroviaires
La gare de Jeumont est située sur la ligne de Creil à Jeumont où circulaient les trains internationaux Paris - Charleroi et au-delà, et était une grande base de départ des trains miniers vers le sud ou bien la mer.
Cette gare-frontière avec la Belgique a perdu de son importance avec la mise en place de la liberté des déplacements au sein de l'Espace Schengen, puis avec la mise en service de la LGV Nord, et n'est plus desservie que par des trains TER Hauts-de-France vers Maubeuge, Valenciennes et Lille. Les trains de la ligne S63 du réseau express régional de Charleroi, assurant la liaison entre les gares de Maubeuge et de Charleroi-Central traverse la gare mais ne s'y arrêtent pas. Elle conserve toutefois un trafic fret.

#### Transports en commun
La commune est desservie, en 2024, par les lignes A, 55, 55 Express, 61, Citadine de Jeumont et par le service de transport à la demande du réseau Stibus. Elle est également desservie par la ligne 985 du réseau interurbain Arc-en-Ciel 4.

## Histoire

### Antiquité
Jeumont était traversé au temps de l'Empire romain par la voie militaire qui reliait Bavay à Trèves, en Allemagne. Cette voie, disparue dans le paysage jeumontois, trouve des vestiges à Boussois, Montignies-Saint-Christophe ou encore Strée. C'est de cette époque que le nom de Jovis mons, « le mont de Jupiter », prit sa source à partir d'un temple élevé en l'honneur du Dieu du ciel. Cette référence étymologique est reprise par Marcel Proust au début de Sodome et Gomorrhe.

### Moyen Âge
Au XIIe siècle, les seigneurs de Barbençon firent construire un château à Jeumont, dont il reste quelques vestiges.
Jean II de Barbençon, seigneur de Jeumont, combat et trouve la mort lors de la bataille d'Azincourt en 1415.

### Temps modernes
Jeumont connaît au XVIIIe siècle un premier développement industriel. On y trouve une fonderie et une platinerie qui seront détruites à la Révolution. Des carrières de marbre et de grès seront exploitées à la fin du XVIIIe siècle.
L'église du village, qui s'impose dans le paysage de la ville, date du XVIIIe siècle. Elle s'ajoute aux sept autres chapelles élevées dans la commune.
Jeumont et Marpent sont représentés sur l'atlas de Trudaine (réalisé entre 1745 et 1780), ce ne sont alors que deux villages « en limite du Hainaut impérial ».

### Époque contemporaine

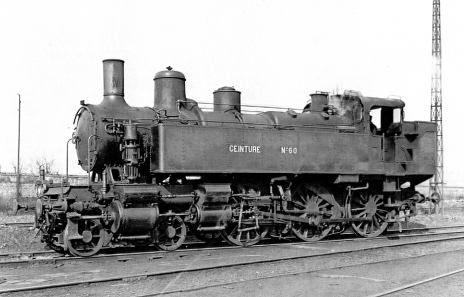
Locomotive construite à la fin du XIXe siècle à Jeumont par les Ateliers de construction du Nord de la France.

Le paysage urbain jeumontois est surtout marqué par son essor économique des XIXe et XXe siècles : 
- d'une part, le site du Watissart, composé d'une ancienne carrière de quartzite et de marbre devenue plan d'eau, surplombée par un bois du même nom, est devenu un lieu de promenade, de pêche et d'animations à deux pas du centre-ville ;
- d'autre part, les activités ferroviaires et métallurgiques ont légué à Jeumont de grands ensembles industriels le long de la Sambre, qui tendent cependant à scinder la ville en deux, entre une « zone nord » et la zone du centre-ville, au sud. Une impression de scission renforcée par la présence d'une voie ferroviaire surdimensionnée héritée des postes douaniers de la gare frontalière, qui longe la Sambre.
- Dans la seconde moitié du XIXe siècle, le village de Jeumont se distingue comme un point clé du commerce avec la Belgique grâce au poste douanier se trouvant dans le village. La douane de Jeumont est alors la plus importante douane du pays en termes de tonnage, devant les ports du Havre et de Marseille[20].

En septembre 1908, menacée par une épidémie de choléra, Jeumont met en place le 23 septembre les premières mesures préventives de lutte contre le fléau.

Jeumont au tout début du XXe siècle
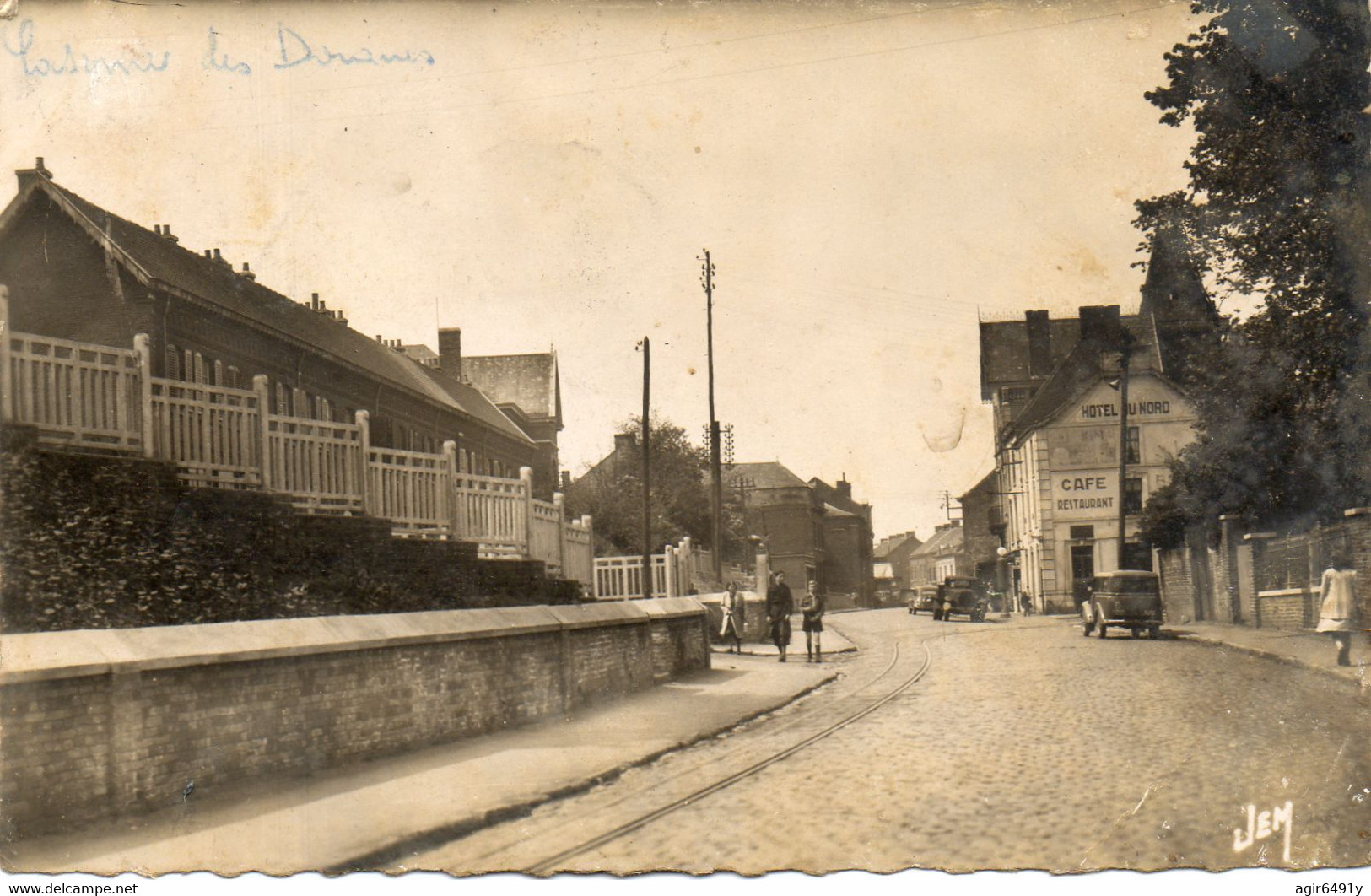
Rue de Maubeuge (Léon Blum) (hôtel café restaurant du Nord)
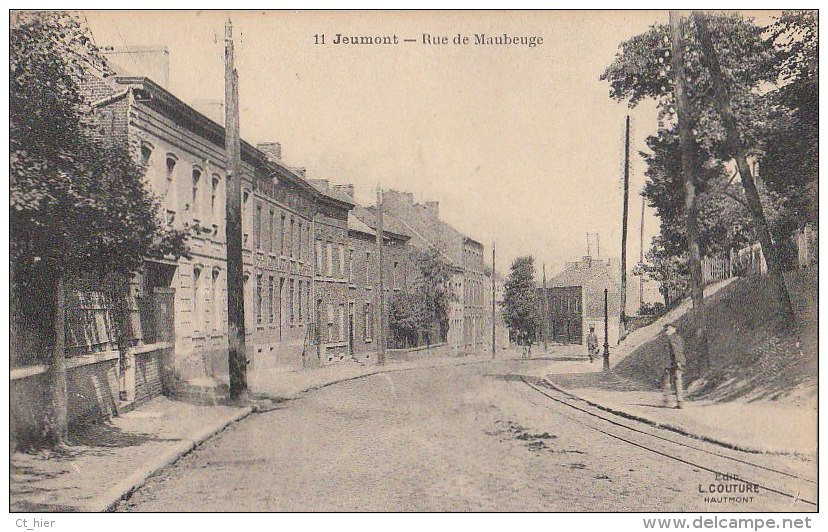
La rue de Maubeuge (Léon Blum), avec la voie du petit train reliant la carrière du Watissart et le quai de Sambre.
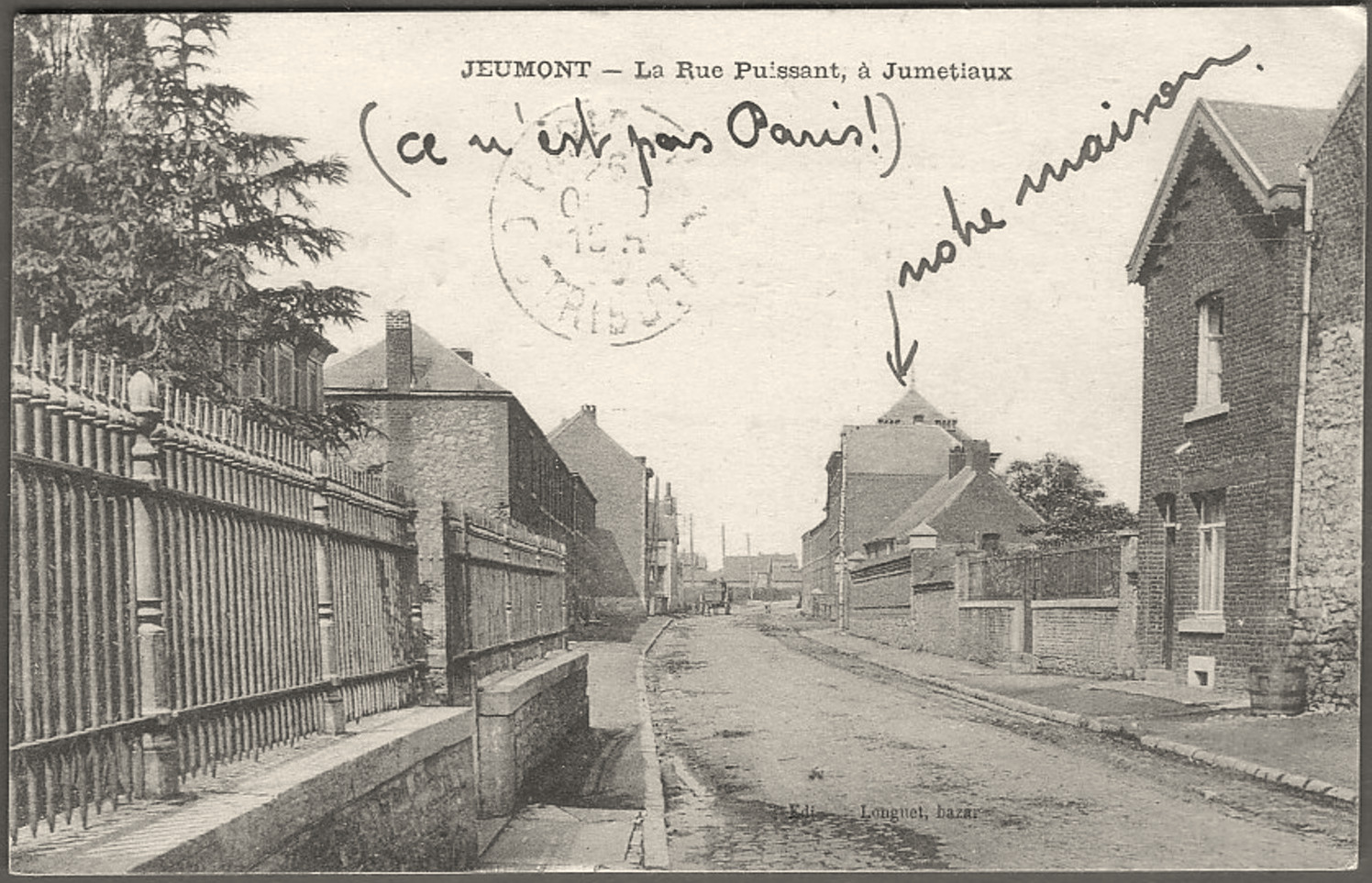
La rue Puissant, à Jumetiaux.
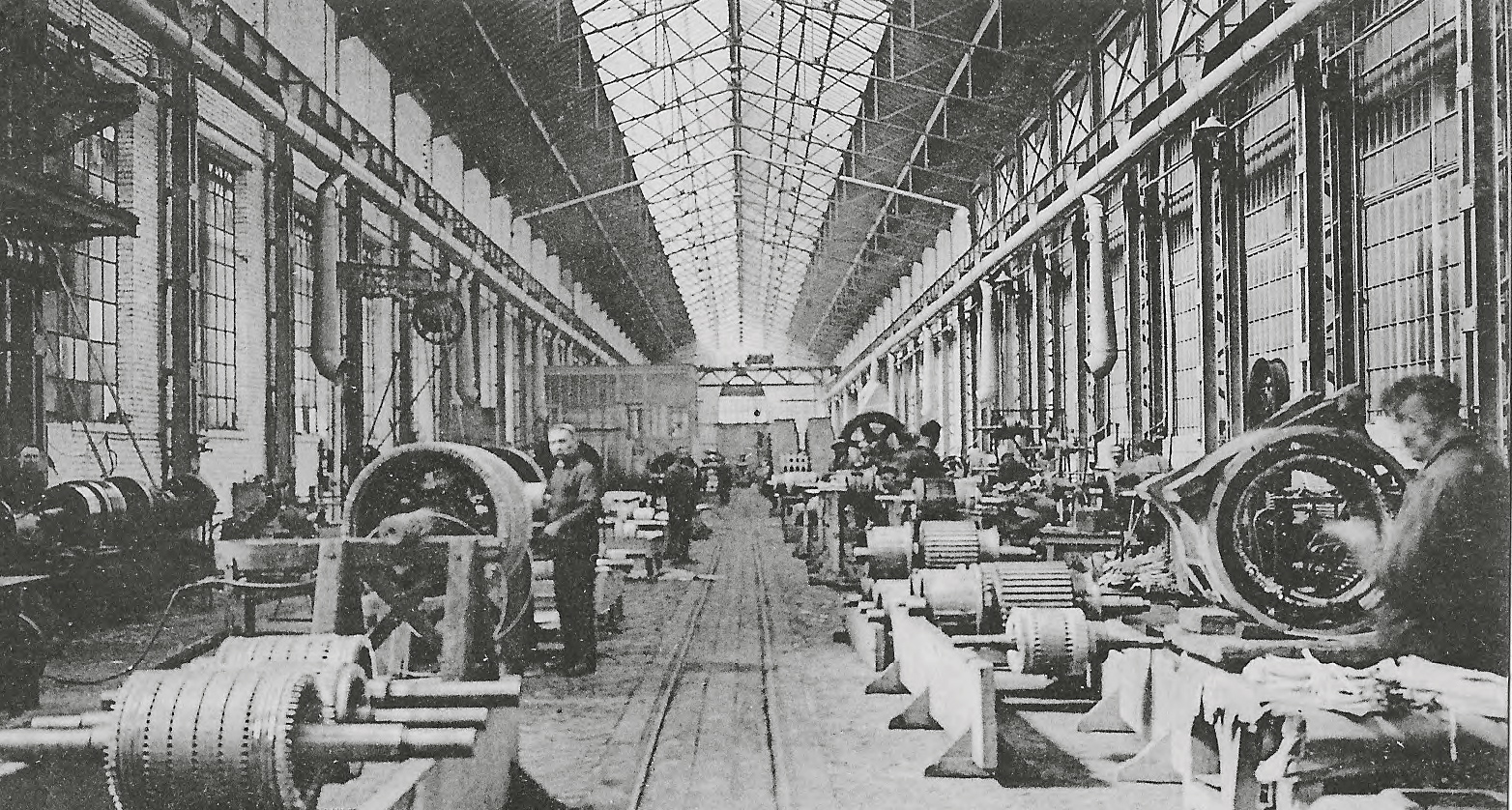
Hall de montage des gros moteurs des Forges et Ateliers de Construction Électriques.
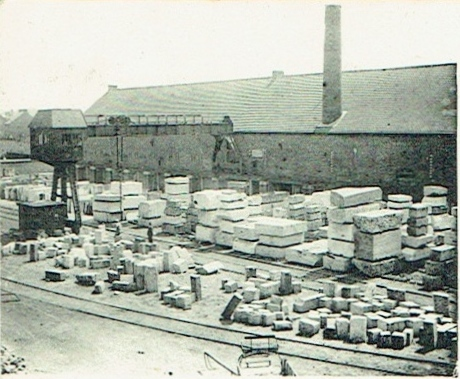
Les installations de Watissart de la SA de Merbes-le-Château : Marbres bruts et ouvrés

#### Seconde Guerre mondiale
La ville de Jeumont a été officiellement libérée par des troupes américaines le 2 septembre 1944, même si des combats ont eu encore lieu le lendemain.

#### XXIesiècle
En 2014, une partie du centre de la ville et du quartier Lambreçon sont classés « quartier prioritaire », avec 3 332 habitants en 2020, soit un tiers des habitants de la ville, et un taux de pauvreté de 50 % de 2018.
Neoen construit la centrale solaire photovoltaïque de Jeumont de 2022 à 2023 sur une friche appartenant à Nexans.
Dans la soirée du 12 décembre 2022, une attaque au hachoir a lieu dans un Lidl, faisant 3 blessés graves,.

## Politique et administration

### Rattachements administratifs et électoraux

#### Rattachements administratifs
La commune se trouve dans l'arrondissement d'Avesnes-sur-Helpe du département du Nord.
Elle faisait partie de 1793 à 1910 du canton de Maubeuge, année où elle intègre le canton de Maubeuge-Nord. Dans le cadre du redécoupage cantonal de 2014 en France, cette circonscription administrative territoriale a disparu, et le canton n'est plus qu'une circonscription électorale.

#### Rattachements électoraux
Pour les élections départementales, la commune fait partie depuis 2014 du canton de Maubeuge
Pour l'élection des députés, elle fait partie de la troisième circonscription du Nord.

### Intercommunalité
Jeumont est membre de la communauté d'agglomération Maubeuge Val de Sambre, un établissement public de coopération intercommunale (EPCI) à fiscalité propre créé en 2014 en succédant  à la communauté de communes du Val de Sambre et auquel la commune a transféré un certain nombre de ses compétences, dans les conditions déterminées par le code général des collectivités territoriales.

### Tendances politiques et résultats
Au premier tour des élections municipales de 2014 dans le Nord, la liste PS menée par le maire sortant Benjamin Saint-Huile obtient la majorité absolue des suffrages exprimés, avec 2 035 voix (50,23 %, 22 conseillers municipaux élus dont 5 communautaires), devançant très largement les listes menées respectivement par :

- Arnaud Beauquel 	(FG, 1 051 voix, 25,94 %, 4 conseillers municipaux élus dont 1 communautaire) ; 

- Philippe Biais (DVD, 965 voix, 23,82 %, 3 conseillers municipaux élus).

Lors de ce scrutin, 42,80 % des électeurs se sont abstenus.
Au premier tour des élections municipales de 2020 dans le Nord, la liste d'union de la gauche menée par le maire sortant Benjamin Saint-Huile obtient la majorité absolue des suffrages exprimés, avec 2 097 voix (78,50 %, 30 conseillers municipaux élus dont 5 communautaires), devançant très largement DVD menée par Philippe Biais, qui a recueilli 574 voix (21,49 %, 3 conseillers municipaux élus).

Lors de ce scrutin marqué par la Pandémie de Covid-19, 59,30 % des électeurs se sont abstenus.
Au premier tour de l'élection présidentielle française de 2022, les quatre premiers candidats choisis par les électeurs de Jeumont ont été Marine Le Pen (40,13 % des suffrages exprimés), Jean-Luc Mélenchon (25,91 %), Emmanuel Macron (17,49 %) et Éric Zemmour (5,05 %).
Au second tour, Marine Le Pen recueille 2 205 voix (60,13 %) et le candidat élu Emmanuel Macron 1 462 voix (39,87 %). Lors de ce scrutin, 40,80 % des électeurs se sont abstenus.
Au premier tour de l'élections législatives françaises de 2022 dans la troisième circonscription du Nord qui a suivi, les électeurs de Jeumont ont choisi les quatre premiers candidats suivants Benjamin Saint-Huile (DVG, 47,75 % des suffrages exprimés), Sandra Delannoy (RN, 26,19 %), Sophie Villette (NUPES, 9,60 %) et Christophe Di Pompeo (ENS, 6,09 %).
Au second tour, le candidat élu député et maire de la ville  Benjamin Saint-Huile a obtenu 1 505 voix (64,07 %) et Sandra Delannoy 844 voix (35,93 %). Lors de ce scrutin, 63,39 % des électeurs se sont abstenus.

### Liste des maires
| Période                                  | Période                        | Identité              | Étiquette    | Qualité |
| ---------------------------------------- | ------------------------------ | --------------------- | ------------ | --- |
| Les données manquantes sont à compléter. |                                |                       |              | |
| avant 1802                               | après 1803                     | Alexandre Canivet     |              | |
| avant 1807                               | après 1845                     | M. Paulet             |              | |
|                                          |                                |                       |              | |
| 1872                                     |                                | M. Hannequart         |              | |
| 1878                                     | 1880                           | Camille Riche         |              | Docteur en médecine |
| 1880                                     | 1881                           | Arthur Lebon          |              | |
| 1881                                     | 1889                           | Alexandre Hannequart  |              | Conseiller municipal (1870 → 1878) |
| 1889                                     | 1892                           | Gustave Lubin         |              | Propriétaire d'une ferme (148 rue Léon Blum ) |
| 1892                                     | 1913                           | Auguste Marchal       |              | Directeur de l'agence en douanes Marchal |
| 1913                                     | 1925                           | Auguste Delattre      |              | |
| 1925                                     | 1944                           | Octave Riche          |              | Docteur en médecine-Conseiller général-Décoré de la Légion d'honneur |
| 1944                                     | 1944                           | Marcel Baudet         |              | |
| 1945                                     | 1956                           | Désiré Mathez         | SFIO         | Employé Mort en fonction |
| 1956                                     | 1965                           | Claude Lapeyre        |              | |
| 1965                                     | 1971                           | Eugène Timmermans     |              | |
| mars 1971                                | février 1982                   | Bernard Lebas         | UDR puis RPR | Ingénieur-conseil, directeur de société Député du Nord (22e circ). (1968 → 1973) Démissionnaire |
| 1982                                     | 1989                           | Jacques Rousselle     |              | |
| mars 1989                                | juin 1995                      | Umberto Battist       | PS           | Instituteur, ancien maire de Ferrière-la-Petite Député du Nord (22e circ). (1981 → 1986) Député du Nord (23e circ.) (1988 → 1993)                                                                     |
| juin 1995                                | mars 2008                      | Christine Marin       | RPR puis UMP | Commerçante Députée du Nord (23e circ.) (2007 → 2012) |
| mars 2008                                | juillet 2022                   | Benjamin Saint-Huile, | PS puis DVG  | Député du Nord (3e circ.) (2022 → ) Conseiller régional des Hauts-de-France (2021 → ) Président de la CA Maubeuge Val de Sambre (2014 → 2022) Démissionnaire à la suite de son élection comme député. |
| juillet 2022                             | En cours (au 16 décembre 2022) | Pascal Ori            | DVG          | Pompier professionnel 1er maire-adjoint (2014 → 2022) |

### Démocratie participative
Jeumont se dote en 2014 d'un conseil municipal d'enfants.

### Distinctions et labels
La ville détient depuis 2010 une fleur au concours des villes et villages fleuris.

### Jumelages
- Erquelinnes (Belgique) : qui est sa voisine immédiate à la frontière.
- Wadern (Allemagne) : Jeumont y est jumelée depuis 1979

## Population et société

### Démographie

#### Évolution démographique
L'évolution du nombre d'habitants est connue à travers les recensements de la population effectués dans la commune depuis 1793. Pour les communes de plus de 10 000 habitants les recensements ont lieu chaque année à la suite d'une enquête par sondage auprès d'un échantillon d'adresses représentant 8 % de leurs logements, contrairement aux autres communes qui ont un recensement réel tous les cinq ans,.

En 2022, la commune comptait 10 273 habitants, en évolution de +0,86 % par rapport à 2016 (Nord : +0,51 %, France hors Mayotte : +2,11 %).
| 1793 | 1800 | 1806 | 1821 | 1831 | 1836 | 1841 | 1846 | 1851 |
| ---- | ---- | ---- | ---- | ---- | ---- | ---- | ---- | ---- |
| 382  | 563  | 677  | 647  | 764  | 729  | 826  | 902  | 978  |

| 1856  | 1861  | 1866  | 1872  | 1876  | 1881  | 1886  | 1891  | 1896  |
| ----- | ----- | ----- | ----- | ----- | ----- | ----- | ----- | ----- |
| 1 120 | 1 731 | 1 994 | 2 142 | 2 244 | 2 707 | 3 044 | 3 195 | 3 626 |

| 1901  | 1906  | 1911  | 1921  | 1926  | 1931  | 1936  | 1946  | 1954  |
| ----- | ----- | ----- | ----- | ----- | ----- | ----- | ----- | ----- |
| 4 523 | 5 139 | 5 724 | 5 478 | 6 127 | 6 642 | 6 809 | 6 755 | 8 168 |

| 1962  | 1968   | 1975   | 1982   | 1990   | 1999   | 2006   | 2011  | 2016   |
| ----- | ------ | ------ | ------ | ------ | ------ | ------ | ----- | ------ |
| 9 660 | 10 178 | 10 120 | 11 661 | 11 048 | 10 775 | 10 090 | 9 703 | 10 185 |

| 2021   | 2022   | - | - | - | - | - | - | - |
| ------ | ------ | - | - | - | - | - | - | - |
| 10 342 | 10 273 | - | - | - | - | - | - | - |

#### Pyramide des âges
La population de la commune est relativement jeune.
En 2018, le taux de personnes d'un âge inférieur à 30 ans s'élève à 40,3 %, soit au-dessus de la moyenne départementale (39,5 %). À l'inverse, le taux de personnes d'âge supérieur à 60 ans est de 22,8 % la même année, alors qu'il est de 22,5 % au niveau départemental.
En 2018, la commune comptait 4 862 hommes pour 5 367 femmes, soit un taux de 52,47 % de femmes, légèrement supérieur au taux départemental (51,77 %).
Les pyramides des âges de la commune et du département s'établissent comme suit.
| Hommes | Classe d’âge | Femmes |
| ------ | ------------ | ------ |
| 0,5    | 90 ou +      | 1,5    |
| 5,2    | 75-89 ans    | 8,6    |
| 14,2   | 60-74 ans    | 15,3   |
| 17,3   | 45-59 ans    | 17,0   |
| 19,8   | 30-44 ans    | 19,6   |
| 18,8   | 15-29 ans    | 16,7   |
| 24,3   | 0-14 ans     | 21,1   |

| Hommes | Classe d’âge | Femmes |
| ------ | ------------ | ------ |
| 0,5    | 90 ou +      | 1,4    |
| 5,3    | 75-89 ans    | 8,1    |
| 14,8   | 60-74 ans    | 16,2   |
| 19,1   | 45-59 ans    | 18,4   |
| 19,5   | 30-44 ans    | 18,7   |
| 20,7   | 15-29 ans    | 19,1   |
| 20,2   | 0-14 ans     | 18     |

## Économie
L'activité est dominée par l'usine de moteurs et de construction électrique de Jeumont (JSPM, 900 salariés) qui appartenait à Areva-NP (coentreprise Areva-Siemens) ; mais, si Areva conserve les activités de l'usine qui se rapportent au nucléaire et le nom de JSPM (Jeumont Systèmes de Pompes et de Mécanismes), les activités électromécaniques (350 personnes) ont été cédées à la fin de 2006 à Altawest (groupe nantais formé à partir de Leroux et Lotz) sous le nom de Jeumont Electric.
L'ensemble est issu d'une usine Électricité et Hydraulique fondée en 1898 et qui produisit notamment des moteurs de tramway ; passée dans le groupe Empain, elle prit en 1906 le nom d'Acene (Ateliers de constructions électriques du Nord et de l'Est), en 1924 celui de Facej (Forges et ateliers de construction électrique de Jeumont), puis Jeumont-Schneider en 1964 après sa fusion avec Schneider-Westinghouse ; elle est entrée dans le groupe Framatome en 1993.
La ville abrite une usine du groupe Nexans et une négoce de métaux Laminoirs Jeumont (70 salariés).
La commune accueille également EDS Logistic spécialisé dans la fabrication des tourets en bois et en contreplaqué pour l'industrie du câble (22 salariés), COMEPAL entreprise spécialisée dans l'équipement de vestiaires et de sanitaires en stratifié compact ; magasins Carrefour (40 salariés), Lidl et Intermarché (30 salariés).

## Culture locale et patrimoine

### Lieux et monuments

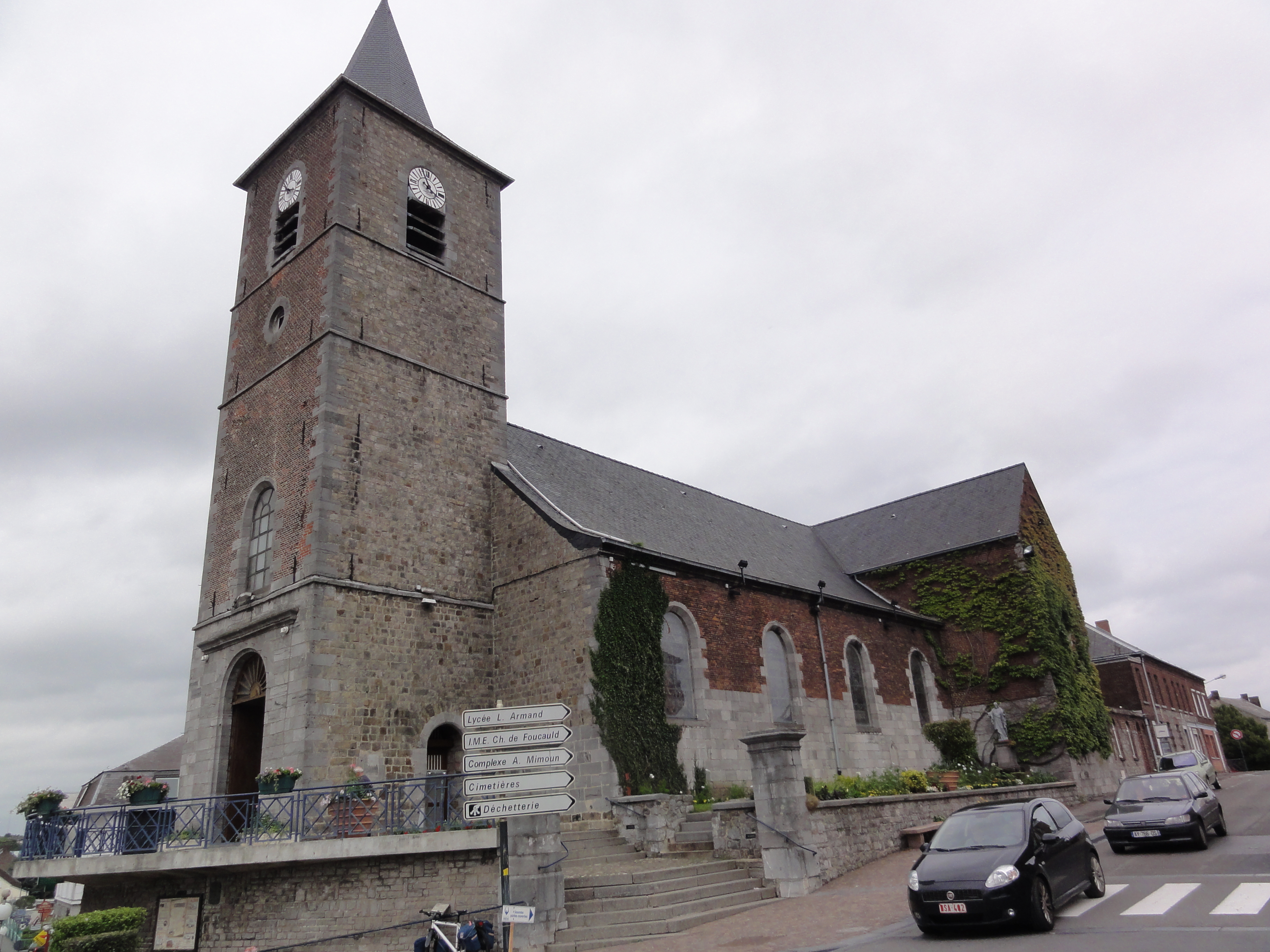
L'église Saint-Martin de Jeumont.

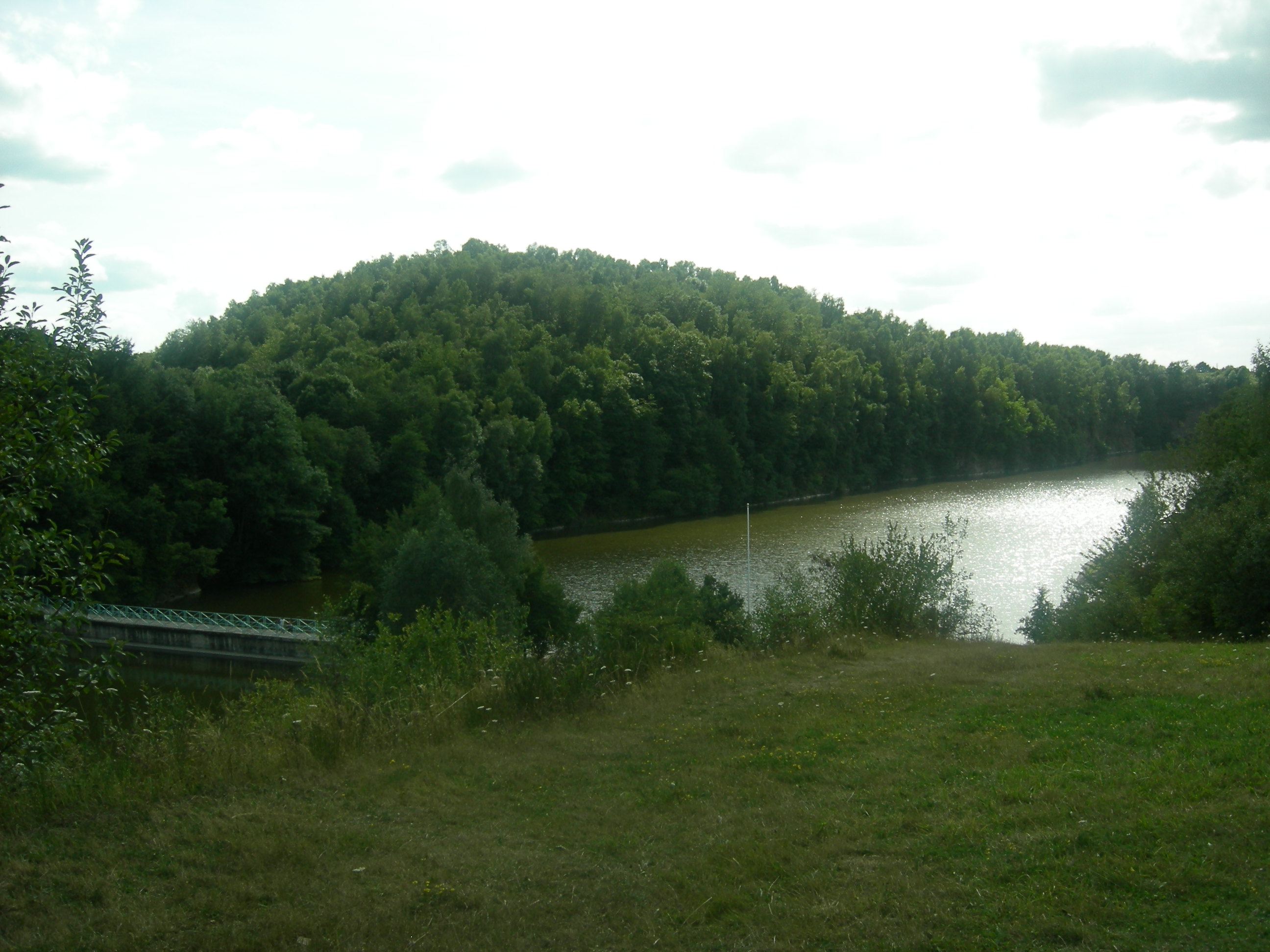
Le Watissart.

- L'essentiel des bâtiments de la gare de Jeumont date de 1920. Georges Simenon y fait enquêter son commissaire Jules Maigret dans la nouvelle policière écrite en 1936 et publiée en 1944, Jeumont, 51 minutes d'arrêt. La gare partage son site depuis 2007 avec un centre culturel orienté vers les technologies et les arts numériques, une salle de spectacle et de conférence, une école de musique et une médiathèque.
- Le château de Jeumont, attesté au XIIIe siècle[49], appartenant au Moyen Âge aux seigneurs de Barbençon, il ne reste que les sous-sol et les vestiges de la tour inscrits aux monuments historiques au 1er décembre 1997.
- L'église Saint-Martin abrite des fonts baptismaux en marbre noir datant du début du XVIe siècle ainsi que des dalles funéraires en pierre bleue datant du XVe au XVIIIe siècle.
- Sept chapelles, disséminées dans la commune.
- Le cimetière communal héberge une dizaine de tombes de guerre de la Commonwealth War Graves Commission, soldats morts en octobre 1918.
- Le site du Watissart est une base de loisirs située au sud-ouest du centre-ville de Jeumont. Elle est constituée d'un bois, d'un parc, d'une plaine de jeu et d'un plan d'eau. Elle accueille chaque année des animations diverses, dont La fête de l'Eau. Une partie du plan d'eau a été ouverte à la baignade avec un ensemble d'installations dont un accès PMR et un filtrage de l'eau. La qualité de l'eau dans cette zone de baignade est contrôlée par l'ARS.

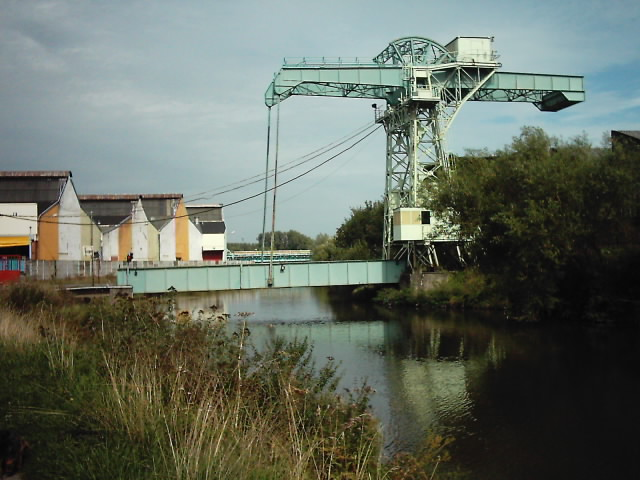
Pont levant sur la Sambre.
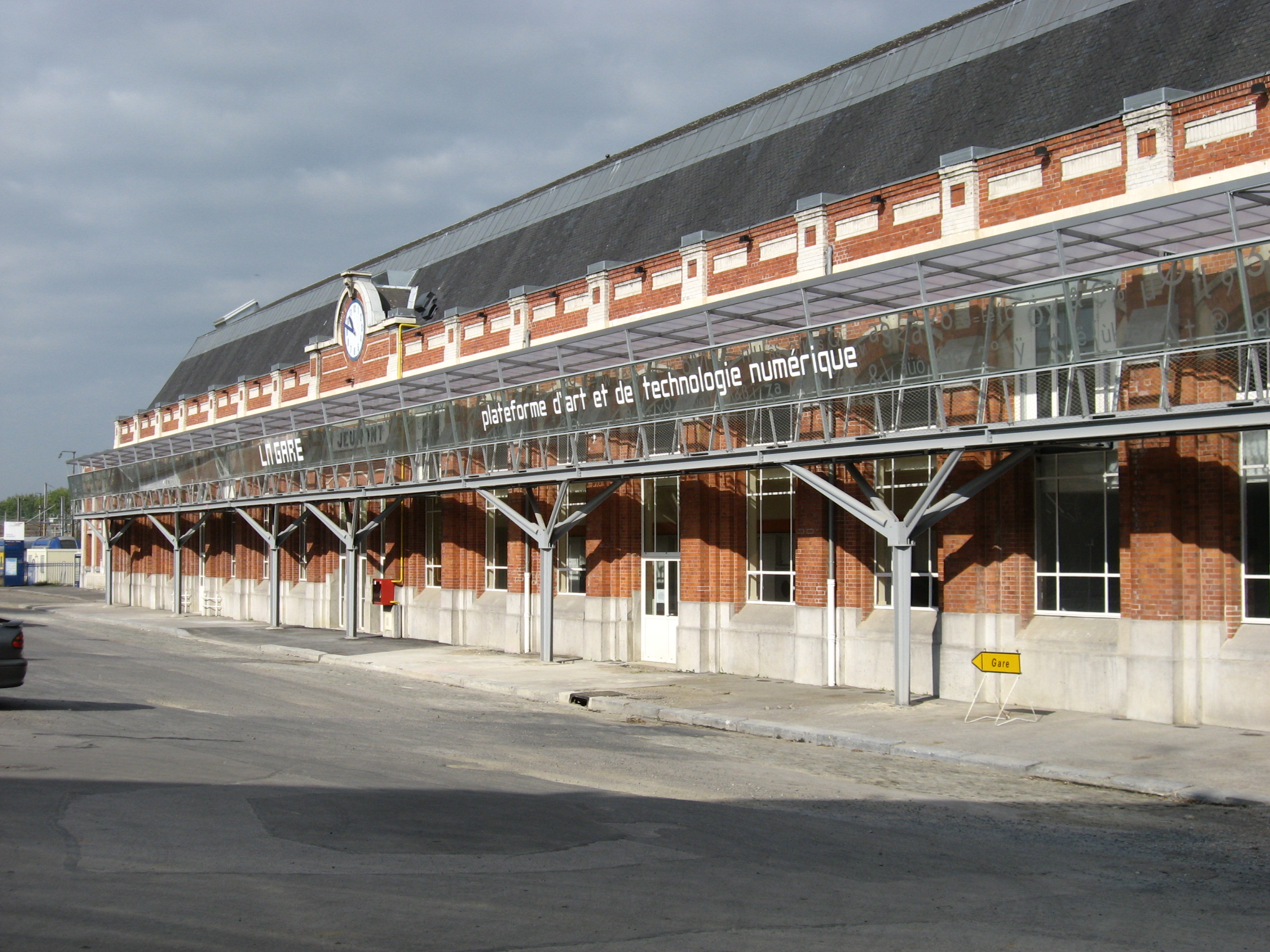
Gare de Jeumont.
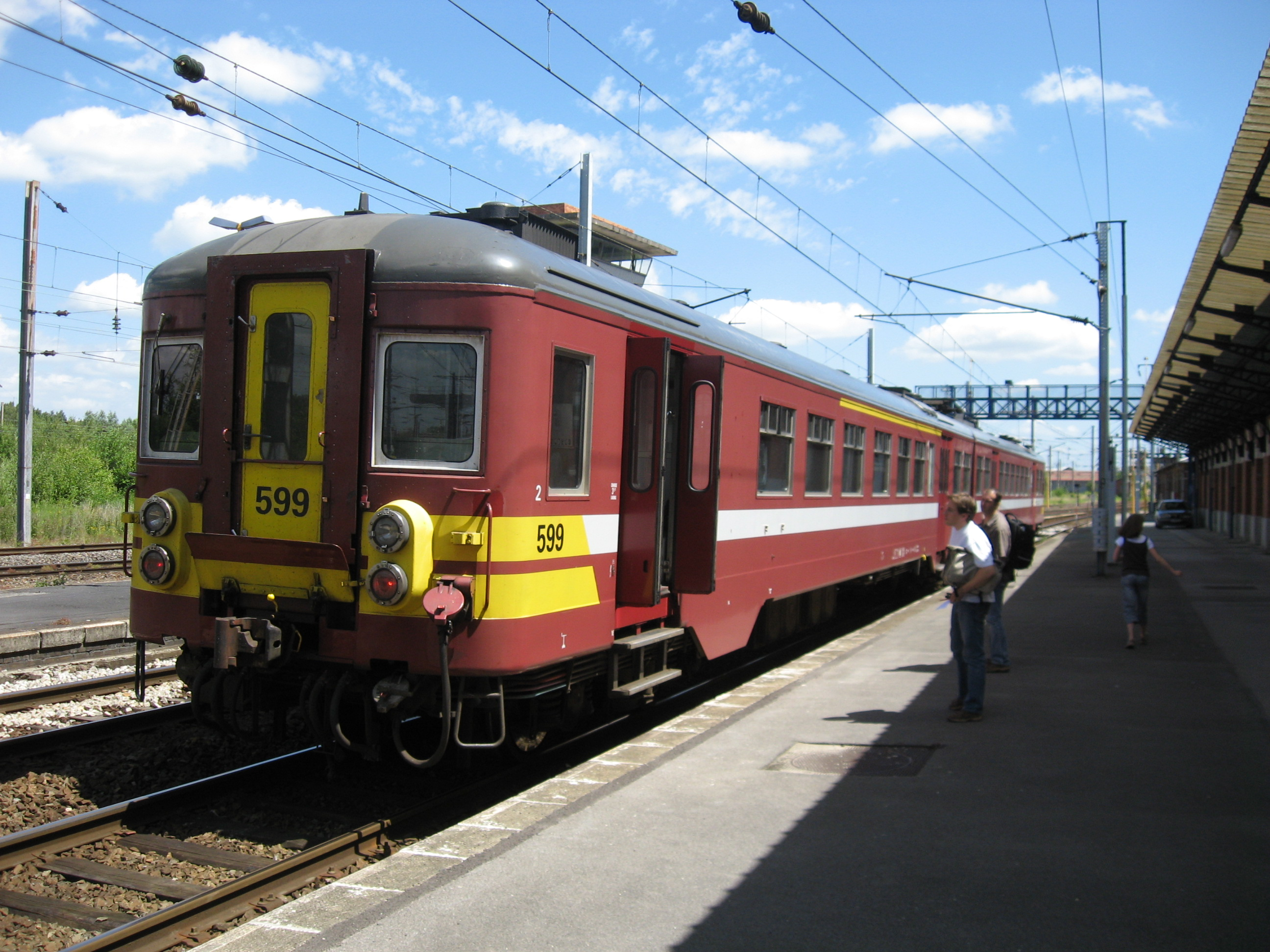
Train belge à quai en gare de Jeumont, en 2008.
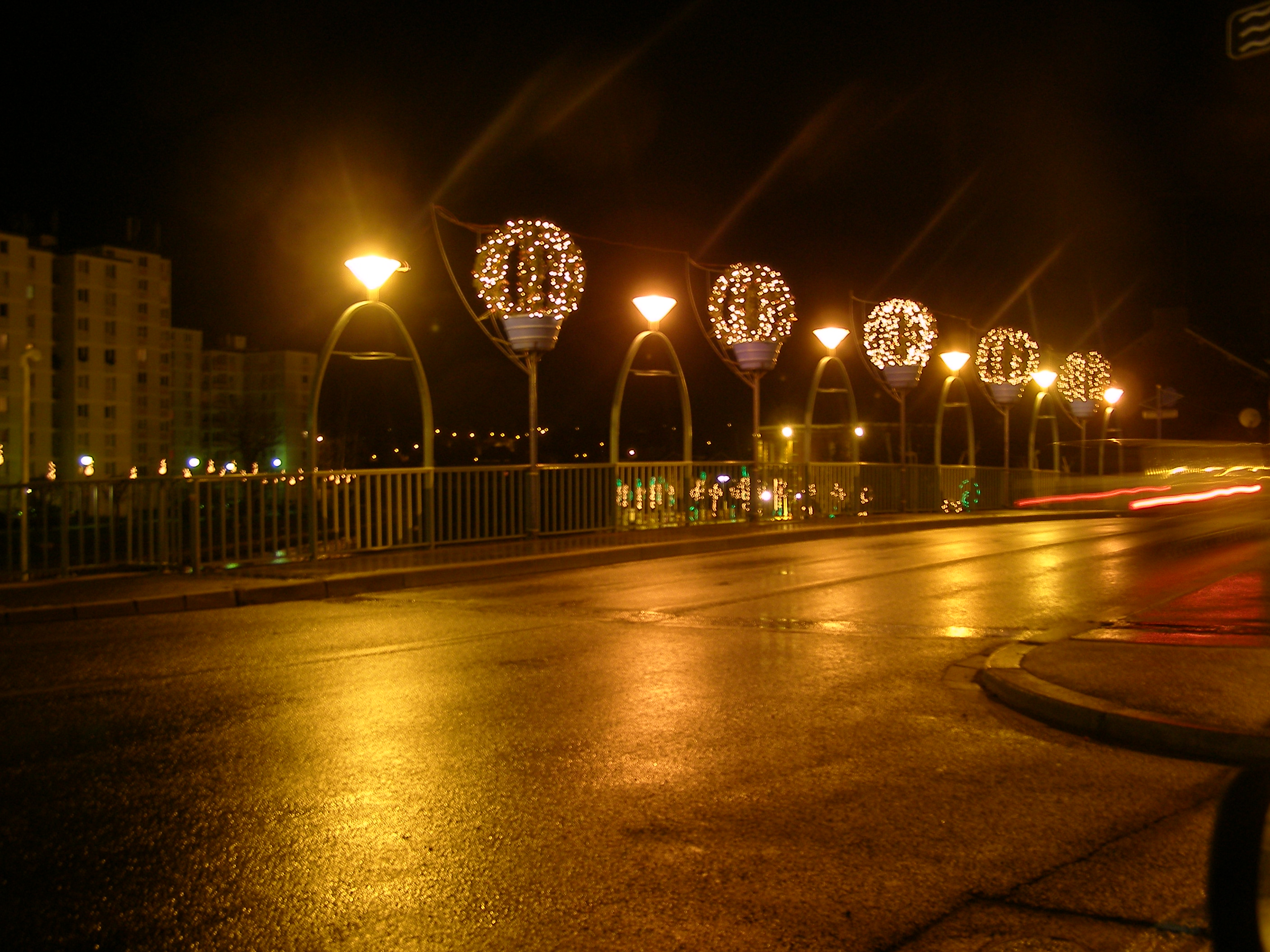
Pont sur la Sambre, Noël 2006.

### Ville et architecture
- Adolphe Danis (architecte français, né le 27 décembre 1886 à Jeumont et mort le 6 novembre 1969 à Maubeuge) a construit de nombreux édifices dans la région de Maubeuge au cours des années 1920 à 1950, dont notamment à Jeumont les édifices suivants, inscrits à l'Inventaire général du patrimoine culturel[50] :

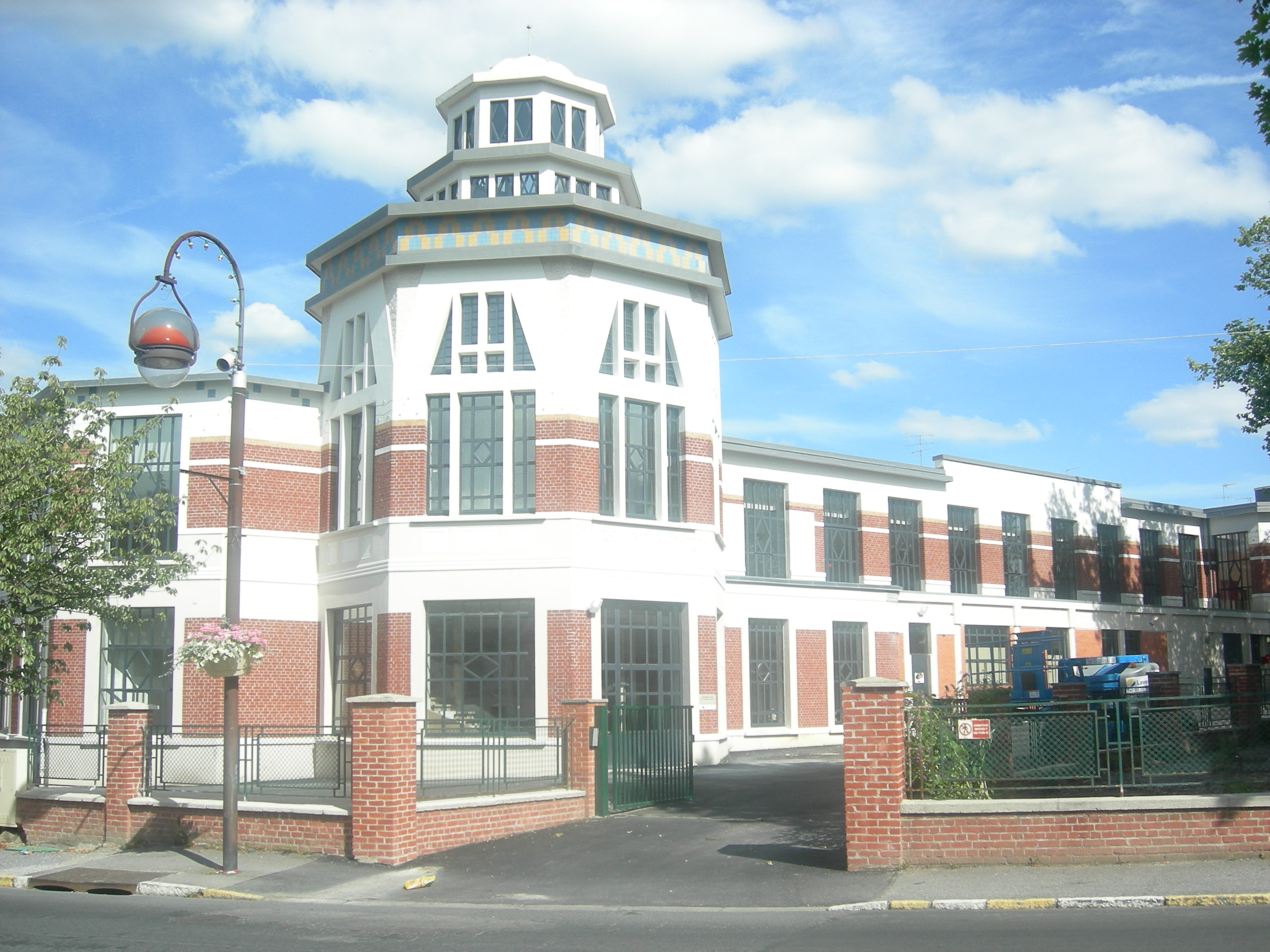
L'institution Riche.

  - L'institution Riche.l'institution Albert-Riche, située au cœur de la ville, est un ancien hôpital de style Art déco construit en 1931 grâce au legs d'Albert Riche, décédé en 1916. Il s'agissait à l'origine d'un ensemble comprenant une crèche, une infirmerie et un dispensaire ; l'ensemble fut transformé en hôpital en 1935. Longtemps désaffecté, le bâtiment, actuellement propriété de la ville de Jeumont, a été réhabilité en maison d'accueil spécialisée comprenant l'ancienne piscine municipale ;
  - attenant à l'hôpital, les anciens « Bains-douches & Piscine » de Jeumont, du même architecte (1927), sont eux aussi d'un intérêt architectural certain. Dorénavant inclus dans la Maison d'Accueil spécialisée[51] ;
  - maison, no 67 rue Gambetta (1927-1934) ;
  - Adolphe Danis avait également réalisé un projet de « salle de spectacle & établissement de danse » qui a été approuvé et validé en 1952. Le « centre culturel » actuel est cependant le résultat d'un autre projet, ni daté ni signé, réalisé de 1952 à 1955 (à noter que la salle de fêtes de Marpent, toute proche, est également due à A. Danis) ;
  - la gare de Jeumont a été construite en 1881 par le père d'Adolphe Danis, architecte également. Endommagée pendant la Première Guerre mondiale, elle a été reconstruite en 1920. Elle a en partie été reconvertie en « plateforme d'art et de technologie numérique » en 2007.

Sont également inscrits à l'Inventaire général du patrimoine culturel :
- le « lotissement concerté » de douze maisons de l'avenue Henri-Fournier construites en 1932 ;
- la maison à loggia décorée d'un carrelage mural (1918), sise au no 149 rue Léon-Blum ;
- la maison dite « villa Sarrat » (1925), sise au no 432 avenue du Général-de-Gaulle ;
- l'usine sise au no 27 rue de l'Industrie (de la fin du XIXe au milieu du XXe siècle) ;
- deux immeubles à logements (1952), dits « le Clapier », rue Salengro.

### Personnalités liées à la commune
- L'abbé Paul Delatte y est né en 1848
- Martine Filleul, femme politique française née à Jeumont
- Jean-Pierre Papin, célèbre footballeur français, a grandi à Jeumont, et a joué au club municipal de 1970 à 1978.
- Benjamin Saint-Huile, le maire de la ville, est à l'issue des élections le plus jeune maire de France (catégorie villes de plus de 10 000 habitants).
- Benjamin Pavard, né le 28 mars 1996 à Maubeuge, est un footballeur international français et champion du monde 2018, qui a grandi à Jeumont.
- Jean-Marie Potiez, journaliste, chroniqueur musical et biographe du groupe ABBA, est né le 21 février 1961 à Jeumont.

### Héraldique
| Blason de Jeumont | Blason  | 'D'argent à trois lionceaux de gueules, à la bande engrêlée de sinople brochant sur le tout. |
| Blason de Jeumont | Détails | Le statut officiel du blason reste à déterminer.                                             |

## Pour approfondir